# Кривая Лоренца
Кривая Лоренца (англ. Lorenz curve) — графическое изображение функции распределения, предложенная американским экономистом Максом Отто Лоренцем в 1905 году как показатель неравенства в доходах населения. Кривая Лоренца представляет функцию распределения, в которой аккумулируются доли численности и доходов населения. В прямоугольной системе координат кривая Лоренца является выпуклой вниз и проходит под диагональю единичного квадрата, расположенного в I координатной четверти.

## Определение
Согласно американским экономистам К. Р. Макконнеллу и С. Л. Брю кривая Лоренца — это кривая распределения дохода в экономике, где суммарный процент домохозяйств, получающий доход, отложен на оси абсцисс, а суммарный процент доходов — по оси ординат. Кривая Лоренца демонстрирует степень неравенства распределения доходов: область между линией абсолютного равенства и кривой Лоренца (практического распределения дохода).
Каждая точка на кривой Лоренца соответствует утверждению вроде «20 самых бедных процентов населения получают всего 7 % дохода». В случае равного распределения каждая группа населения имеет доход, пропорциональный своей численности. Такой случай описывается кривой равенства (line of perfect equality), являющейся прямой, соединяющей начало координат и точку (1;1). В случае полного неравенства (когда лишь один член общества имеет доход) кривая (line of perfect inequality) сначала «прилипает» к оси абсцисс, а потом из точки (1;0) «взмывает» к точке (1;1). Кривая Лоренца заключена между кривыми равенства и полного неравенства.
Кривые Лоренца применяют для распределений не только доходов, но и имущества домохозяйств, долей рынка для фирм в отрасли, природных ресурсов по государствам.

## Формула
Формально, если {\displaystyle p=F(x)} — это доля населения с подушевым доходом не более {\displaystyle x}, т.е. функция распределения для дохода, то средний доход на душу населения {\displaystyle \mu } можно вычислить по формуле
{\displaystyle {\mu }={\int _{0}^{\infty }x\,dF}={\int _{0}^{\infty }x\,f(x)\,dx},}
где {\displaystyle f(x)} есть плотность распределения для {\displaystyle F(x)}, если она существует. Если {\displaystyle 0<{\mu }<+\infty ,} то функция Лоренца  определяется формулой
{\displaystyle L(p)=L(F(x))={\frac {\int _{0}^{x}t\,f(t)\,dt}{\int _{0}^{\infty }t\,f(t)\,dt}}={\frac {\int _{0}^{x}t\,f(t)\,dt}{\mu }}}
(при {\displaystyle {\mu }=0} или {\displaystyle {\mu }=+\infty } функция Лоренца не определена). График функции Лоренца называется кривой Лоренца. Если существует обратная функция {\displaystyle x=F^{-1}(p)}, то
{\displaystyle L(p)={\frac {\int _{0}^{p}F^{-1}(p)\,dp}{\int _{0}^{1}F^{-1}(p)\,dp}}.}
Пример. Если {\displaystyle F(x)=x^{n}} при {\displaystyle 0\leq x\leq 1} и {\displaystyle F(x)=1} при {\displaystyle x\geq 1}, то {\displaystyle L(p)=p^{1+{\frac {1}{n}}}}. При {\displaystyle n\to +\infty } функция распределения стремится к функции скачка в точке 1, отвечающей равномерному распределению дохода, а {\displaystyle L(p)\to p}, то есть кривая Лоренца стремится к кривой равенства.
Присутствие точки {\displaystyle (p,L(p))} на кривой Лоренца означает, что доля {\displaystyle p} самых бедных жителей совокупно обладает долей {\displaystyle L(p)} общего дохода. Например, на приведенном ниже рисунке видно, что на примерно 3/4 самых бедных жителей приходится примерно половина всех доходов.

## Производные показатели неравенства
Из кривой Лоренца можно вывести количественные показатели неравенства, например, коэффициент Джини и индекс Робин Гуда.

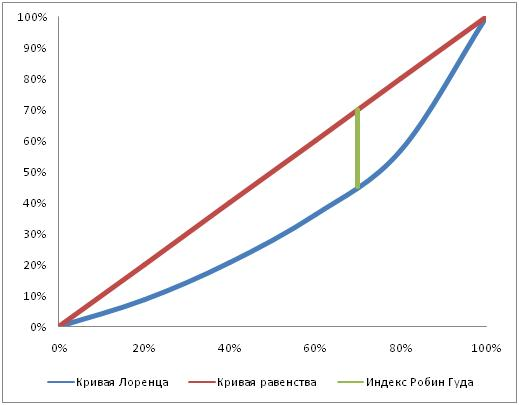
На данном рисунке изображена кривая Лоренца и индекс Робин Гуда, приблизительно равный 0.25, что означает, что при перераспределении четверти общего дохода данного общества можно добиться равенства в доходах.

Индекс Робин Гуда (Robin Hood index), также известный как индекс Гувера (Hoover index), — это ещё один показатель неравенства по доходам, имеющий связь с кривой Лоренца. Он равен той доле дохода общества, которую необходимо перераспределить для достижения равенства. Графически он представим как самый длинный вертикальный отрезок, соединяющий фактическую кривую Лоренца с линией равенства (биссектрисой I координатной четверти).
При абсолютной делимости дохода индекс Гувера принадлежит полуоткрытому интервалу [0;1). Если же доход не делим до бесконечности, то говорят о доле дохода, перераспределение которой максимально приближает данное общество к равенству.
Индекс Робин Гуда широко используется в оценках обеспеченности населённых районов врачами общей практики. При таких оценках кривая Лоренца будет наполняться не доходами, а удельным числом врачей общей практики на местность или группу людей, а ранжировать по данному показателю следует не домохозяйства, а местности или группы людей. Таким образом, он показывает, какую часть докторов следует перенаправить в другие районы для поддержания равной обеспеченности медицинским персоналом на всей исследуемой территории.